# ورنر پروفت
ورنر پروفت (آلمانی: Werner Proft؛ زادهٔ ۱۲ اوت ۱۹۰۱  - درگذشته نامشخص) بازیکن هاکی روی چمن اهل آلمان بود.